# Allison Beckford
Pour les articles homonymes, voir Beckford.
Allison Beckford, née le 8 mai 1979, est une athlète jamaïcaine spécialiste du 400 m. Son meilleur temps sur cette distance (50 s 83) date de 2002. Elle court également sur 400 m haies.
Beckford faisait partie du relais jamaïcain qui a remporté la médaille de bronze en relais 4 × 400 m aux Championnats du monde de 2003.
Allison Beckford est de parentée avec James Beckford.

## Palmarès

### Jeux olympiques d'été
- Jeux olympiques d'été de 2004 à Athènes (Grèce)
  - éliminée en série sur 400 m

### Championnats du monde d'athlétisme
- Championnats du monde d'athlétisme de 2003 à Paris (France)
  -  Médaille de bronze en relais 4 × 400 m

### Championnats du monde d'athlétisme en salle
- Championnats du monde d'athlétisme en salle de 2006 à Moscou (Russie)
  - 5e relais 4 × 400 m

### Jeux du Commonwealth
- Jeux du Commonwealth de 1998 à Kuala Lumpur (Malaisie)
  - 4e en relais 4 × 400 m
- Jeux du Commonwealth de 2002 à Manchester (Royaume-Uni)
  - 4e sur 400 m
  - abandon en finale du relais 4 × 400 m

### Jeux panaméricains
- Jeux Panaméricains de 1999 à Winnipeg (Canada)
  - 6e sur 400 m haies
  - 4e en relais 4 × 400 m
- Jeux Panaméricains de 2003 à Saint-Domingue (République dominicaine)
  - 6e sur 400 m haies
  -  Médaille d'argent en relais 4 × 400 m